# Listă de personaje din serialul Sailor Moon
Această pagină cuprinde personajele din Sailor Moon în ordine alfabetică:

## A
- Ami Mizuno
- Artemis

## B
- Queen Beryl

## C
- Chibiusa

Chibi Chibi

## D
- Diana

## H
- Haruka Tenoh
- Hotaru Tomoe

## L
- Luna)

## M
- Makoto Kino
- Mamoru Chiba
- Michiru Kaioh
- Minako Aino

## R
- Rei Hino

## S
- Setsuna Meioh

## U
- Usagi Tsukino